# 엔릴

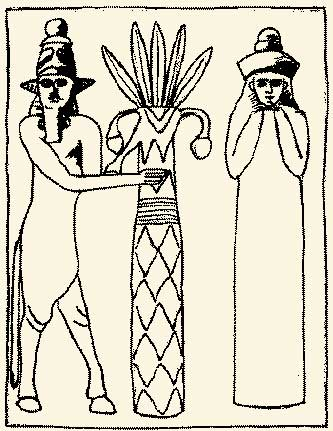

엔릴(Enlil, Ellil)은 메소포타미아 신 중 운명을 재정하는 남신이며, 그의 명령은 바꿀 수 없었다. 그리고 그는 왕위를 승인하는 신이기도 했다. 그의 사원은 이쿠르(é-kur)로 산의 집이란 뜻을 지니며 기원전 2천년 전까지 메소포타미아의 종교 중심인 니푸르(Nippur)에 위치한다. 그는 후에 마르두크와 동일시 되었으며, 기후와 폭풍우의 신이었다.
엔릴의 이름은 뜻은 아직도 논란이 되고 있지만 엔은 신, 주인 + 릴은 바람, 신의 바람 이란 식의 해석으로 존재한다. 수메리아인들의 릴의 의미는 유령, 혼, 귀신이기에 신들의 주인이라는 표현이 나온다. 위에서 확인하듯 릴의 또다른 해석은 바람이다. 이로 인해 엔릴의 이름은 바람의 주인 혹은 공기의 주인이란 해석을 할 수 있다. 실제로 엔릴은 '아카드의 저주'(The Cursing of Agade)라는 고서에 으르렁거리는 태풍으로 표현 되기도 하였다. 인간의 소음에 지친 엔릴은 '대홍수'를 일으켜 사람들을 죽인 것으로도 유명하다.
이로 인해 아누(An) - 천상의 신, 키(ki) - 지상의 신, 엔키(Enki) - 물의 신과 함께 엔릴(Enlil) - 대기의 신은 메소포타미아 4대 주신으로 여겨진다. 또한 엔릴은 곡괭이(mattock)을 발명한 것으로 유명하며 식물의 성장에 도움을 주었다.
엔릴은 아누와 키의 관계 후 내뱉은 숨에 의해 탄생하였다. 그의 부인 닌릴(Ninlil) 혹은 수드(Sud)와 관계해서 달의 신인 난나(Nanna) 혹은 수엔(Suen - 아카드에서는 씬(Sin)이라고 함.)을 가진다. 원로신들에게 닌릴을 강간했다는 오해를 받은 엔릴은 신들의 집인 딜문(Dilmun)에서 추방당해 죽음의 세계 쿠르(kur)로 가게된다. 지하세계에서 자신을 따라온 닌릴과 관계해서 태양의 부분적인 신이며 지하세계를 주도하는 신 네르갈(Nergal)을 낳는다. 또한 곡식의 여신인 니사바(Nisaba)의 아버지이며 니누르타라고도 불리는 파빌사그의 아버지이며 지옥의 여신 에레쉬키갈과 결합해 낳은 죽음의 신(질병,흑사병) 혹은 에레쉬키갈의 전령 남타르(Namtar)의 아버지이기도 하다.
한 신화에서 엔릴은 그의 아들이자 닌릴에게서 태어난 전쟁과 추적의 신 닌우르타(Ninurta)에게 악마 아사그(Asag)를 죽일 전략을 알려 준다. 이 책략은 샤루르(Sharur)를 거쳐 닌우르타에게 전달되고 닌우르타에 의해 신들의 왕국에 전해져 조언을 찾게 되었다.

## 같이 보기
- 엘 (신화)
- 슈 (이집트 신화)
- 야훼
- 앙그라 마이뉴